# Messerschmitt Me 163
Messerschmitt Me 163 je bio njemački raketni jednosjedi lovac iz perioda Drugog svjetskog rata, kojeg je prozvodio njemački koncern Messerschmitt. Me 163 je predstavljao najveći iskorak u zrakoplovstvu Drugog svjetskog rata u tehnološkom pogledu. Po aerodinamici, brzini i visini leta, zrakoplov se je pokazao kao neperspektivan u borbama. Njegov najveći problem je bilo opasno, nestabilno i korozivno raketno gorivo, koje je ponekad eksplodiralo pri vibracijama ili udarima.

## Nastanak
Korijeni projekta sežu još u 1920. godinu, s projektima Dr. Alexandera Lippischa i projektima raketnih motora na tekuće gorivo na kojima se u Njemačkoj intenzivnije radilo pod Hellmuthom Walterom.

## Kasniji razvoj
Poboljšane verzije zrakoplova su uključivale Me 163C, s dužim trupom, novim štedljivijim motorom koji je omogućavao krstareći let s manjim potiskom, i Me 263, dalje poboljšanu verziju s normalnim stajnim trapom. Zbog kraja rata ostale su na prototipovima.

## Vanjske poveznice
- Hellmuth Walter web
- Fotografije Me 163B  Arhivirana inačica izvorne stranice od 1. ožujka 2008. (Wayback Machine)
- Luftwaffe-slike  Arhivirana inačica izvorne stranice od 15. travnja 2007. (Wayback Machine)
- Nizozemski izvori o ME163B